# Демьяновка (Херсонская область)
Демьяновка (укр. Дем'янівка) — село в Нижнесерогозской поселковой общине Генического района Херсонской области Украины.
Население по переписи 2001 года составляло 888 человек. Почтовый индекс — 74730. Телефонный код — 5540. Код КОАТУУ — 6523882501.

## Местный совет
74730, Херсонская обл., Нижнесерогозский р-н, с. Демьяновка, ул. Ленина